# وینیولا
وینیولا (به ایتالیایی: Vignola) یک کومونه در ایتالیا است که در استان مودنا واقع شده‌است.

## خصوصیات
وینیولا ۲۲ کیلومترمربع مساحت و ۲۵٬۰۸۴ نفر جمعیت دارد و ۱۲۵ متر بالاتر از سطح دریا واقع شده‌است.

## خواهرخوانده
شهرهای ویتسن‌هاوزن، Barbezieux-Saint-Hilaire و Angol خواهرخوانده‌های وینیولا هستند.